# Zway oriental
Zway oriental är en vulkan i Etiopien. Den ligger i den centrala delen av landet, 120 km söder om huvudstaden Addis Abeba. Toppen på Zway oriental är 1 889 meter över havet.
Terrängen runt Zway oriental är platt norrut, men söderut är den kuperad. Runt Zway oriental är det ganska tätbefolkat, med 100 invånare per kvadratkilometer. Trakten runt Zway oriental består till största delen av jordbruksmark.